# Medinilla magnifica
Medinilla magnifica es una especie del género Medinilla nativa de las Filipinas.

## Descripción
Este arbusto erecto alcanza de 2 a 3 m de altura. Se encuentra generalmente como epífita en su país de origen filipino. Sus tallos pueden ser acanalados o incluso con alas y su rica hoja, verde brillante, pueden crecer alrededor de 20 a 30 cm de largo y tienen venas más pálidas evidentes. Sus flores rosadas se producen durante la primavera y el verano en panículas colgantes de hasta 50 cm de largo, que son aún más evidentes debido a las grandes brácteas rosadas adjunta a los grupos de flores. Las flores individuales miden hasta 25 mm y son rosadas, rojas o violetas. Las frutas son bayas violetas de aproximadamente 1 cm de diámetro.

Es un arbusto perenne epífitas tropical que puede crecer a 8 pies de altura en su hábitat natural donde puede ser visto cada vez más en lugares con sombra parcial.